# Equeefa castelnaui
Equeefa castelnaui är en insektsart som beskrevs av William Lucas Distant 1910. Equeefa castelnaui ingår i släktet Equeefa och familjen dvärgstritar. Inga underarter finns listade i Catalogue of Life.